# Lomnica, Rekovac
Lomnica (izvirno srbsko Ломница) je naselje v Srbiji, ki upravno spada pod Občino Rekovac; slednja pa je del Pomoravskega upravnega okraja.

## Demografija
V naselju živi 170 polnoletnih prebivalcev, pri čemer je njihova povprečna starost 52,3 let (50,9 pri moških in 53,6 pri ženskah). Naselje ima 74 gospodinjstev, pri čemer je povprečno število članov na gospodinjstvo 2,51.
To naselje je, glede na rezultate popisa iz leta 2002, večinoma srbsko, a v času zadnjih treh popisov je opazno zmanjšanje števila prebivalcev.
|  |

| Demografija | Demografija     | Demografija     |
| Leto        | Št. prebivalcev | Št. prebivalcev |
| ----------- | --------------- | --------------- |
|             |                 |                 |
|             |                 |                 |
|             |                 |                 |
|             |                 |                 |
| 1948        | 465             |                 |
| 1953        | 483             |                 |
| 1961        | 430             |                 |
| 1971        | 356             |                 |
| 1981        | 287             |                 |
| 1991        | 241             | 240             |
| 2002        | 196             | 186             |
|             |                 |                 |

| Etnična sestava po popisu iz leta 2002 | Etnična sestava po popisu iz leta 2002 | Etnična sestava po popisu iz leta 2002 | Etnična sestava po popisu iz leta 2002 | Etnična sestava po popisu iz leta 2002 |
| -------------------------------------- | -------------------------------------- | -------------------------------------- | -------------------------------------- | -------------------------------------- |
| Srbi                                   | Srbi                                   |                                        | 182                                    | 97,84%                                 |
| Slovenci                               | Slovenci                               |                                        | 1                                      | 0,53%                                  |
| Slovaki                                | Slovaki                                |                                        | 1                                      | 0,53%                                  |
| Makedonci                              | Makedonci                              |                                        | 1                                      | 0,53%                                  |
| Neznano                                | Neznano                                |                                        | 0                                      | 0,0%                                   |